# Lluís III de Baviera
Aquest article és pel rei Lluís III de Baviera; pel duc del mateix nom vegeu Lluís III de Wittelsbach
Lluís III de Baviera (7 de gener de 1845, Residenz de Múnic - Sárvár, Hongria, 1921) fou Rei de Baviera des de l'any 1913 fins a l'any 1918. Durant el seu regnat s'abolí la secular monarquia de la casa dels Wittelsbach de Baviera.
Fill del príncep Leopold de Baviera i de l'arxiduquessa Augusta d'Àustria-Toscana era net, per part de pare, del rei Lluís I de Baviera i de la princesa Teresa de Saxònia-Hilburghausen mentre que per part de mare ho era del gran duc Leopold II de Toscana i de la princesa Antonieta de Borbó-Dues Sicílies.
Educat a la Residenz de Múnic, entrà a la carrera militar com lloctinent del seu oncle, el rei Maximilià II de Baviera, participant en la guerra austroprussiana en la qual rebé la Creu del Mèrit militar de Baviera. Entrà a la Universitat de Múnic i a l'edat de divuit anys esdevingué senador com a membre de la Dinastia.
L'any 1867 assistí a l'enterrament de l'arxiduquessa Matilde d'Àustria de la branca dels Teschen a Viena on conegué a la que esdevindria la seva muller, l'arxiduquessa Maria Teresa d'Àustria-Este. La jove arxiduquessa era filla de l'arxiduc Ferran d'Àustria-Este i de l'arxiduquessa Elisabet d'Àustria. La parella es casà a Viena a l'església de Sant Agustí.
El casament comportà un seguit de problemes d'índole religiosa. Malgrat que l'any 1861 el rei Otó I de Grècia havia estat expulsat del país, Lluís encara ocupava certa posició privilegiada a l'ordre successori del tron grec de la casa bavaresa i com a tal havia renunciat a la seva fe catòlica per esdevenir ortodox. Ara bé, en contraure matrimoni, el duc de Mòdena, cap de la branca de la família dels Habsburg a la qual pertanyia l'arxiduquessa Maria Teresa exigí per donar el consentiment que Lluís retornés al catolicisme la qual cosa complí.
El casament comportà que Lluís esdevingués per primera vegada un home extraordinàriament ric. La seva muller havia heretat del seu pare dues importantíssimes i extenses propietats a Hongria i a Moràvia. Basant-se en aquestes dues propietat, Sárvár i Eiwanowitz, el príncep bavarès comprà un extensa propietat al centre de Baviera anomenada Leutstetten que esdevingué una explotació immensa i amb els últims recursos agraris.

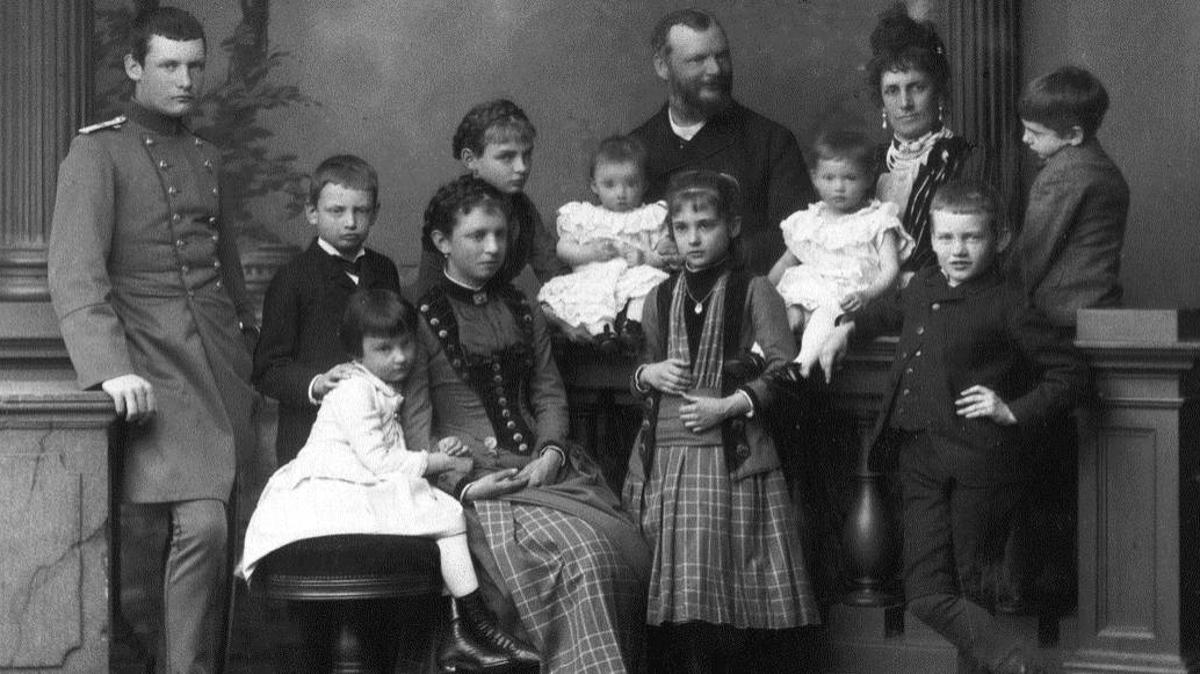
Els fills dels reis Lluís III de Baviera i Maria Teresa.

Malgrat que la seva residència oficial era el Palau Leuchtenberg a Múnic passaren la majoria de la seva vida marital a Leutstetten. La parella conformà un matrimoni exemplar i molt compenetrat, tingueren tretze fills:
- SAR el príncep Robert de Baviera nascut el 1869 a i mort el 1955 a. Es casà amb la duquessa Maria Gabriela a Baviera i en segones núpcies amb la princesa Antònia de Luxemburg.
- SAR la princesa Adelguna de Baviera nascuda el 1870 i morta el 1958. Es casà amb el príncep Guillem de Hohenzollern-Sigmaringen.
- SAR la princesa Maria Lluïsa de Baviera nascuda el 1872 i morta el 1954. Es casà amb el príncep Ferran de Borbó-Dues Sicílies.
- SAR el príncep Carles de Baviera nascut el 1874 i mort el 1927.
- SAR el príncep Francesc de Baviera nascut el 1875 i mort el 1957. Es casà amb la princesa Isabella de Cröy.
- SAR la princesa Matilde de Baviera nascuda el 1877 i morta el 1906. Es casà amb el príncep Lluís de Saxònia-Coburg Gotha.
- SAR el príncep Wolfgang Maria de Baviera nascut el 1879 i mort el 1895.
- SAR la princesa Hildegarda de Baviera nascuda el 1881 i morta el 1948.
- SAR la princesa Notburga Carolina de Baviera nascuda el 1883 i morta el mateix any.
- SAR la princesa Wiltrud Maria de Baviera nascuda el 1884 i morta el 1975. Es casà amb el duc Guillem von Urach.
- SAR la princesa Helmtrud Maria de Baviera nascuda el 1886 i morta el 1977.
- SAR la princesa Dietlinde Maria de Baviera nascuda el 1888 i morta el 1889.
- SAR la princesa Gundelinde de Baviera nascuda el 1891 i morta el 1981. Es casà amb el comte Johann Georg von Preysing-Lichtenegg-Moos.El príncep Lluís de Baviera i l'arxiduquessa Maria Teresa d'Àustria-Este.

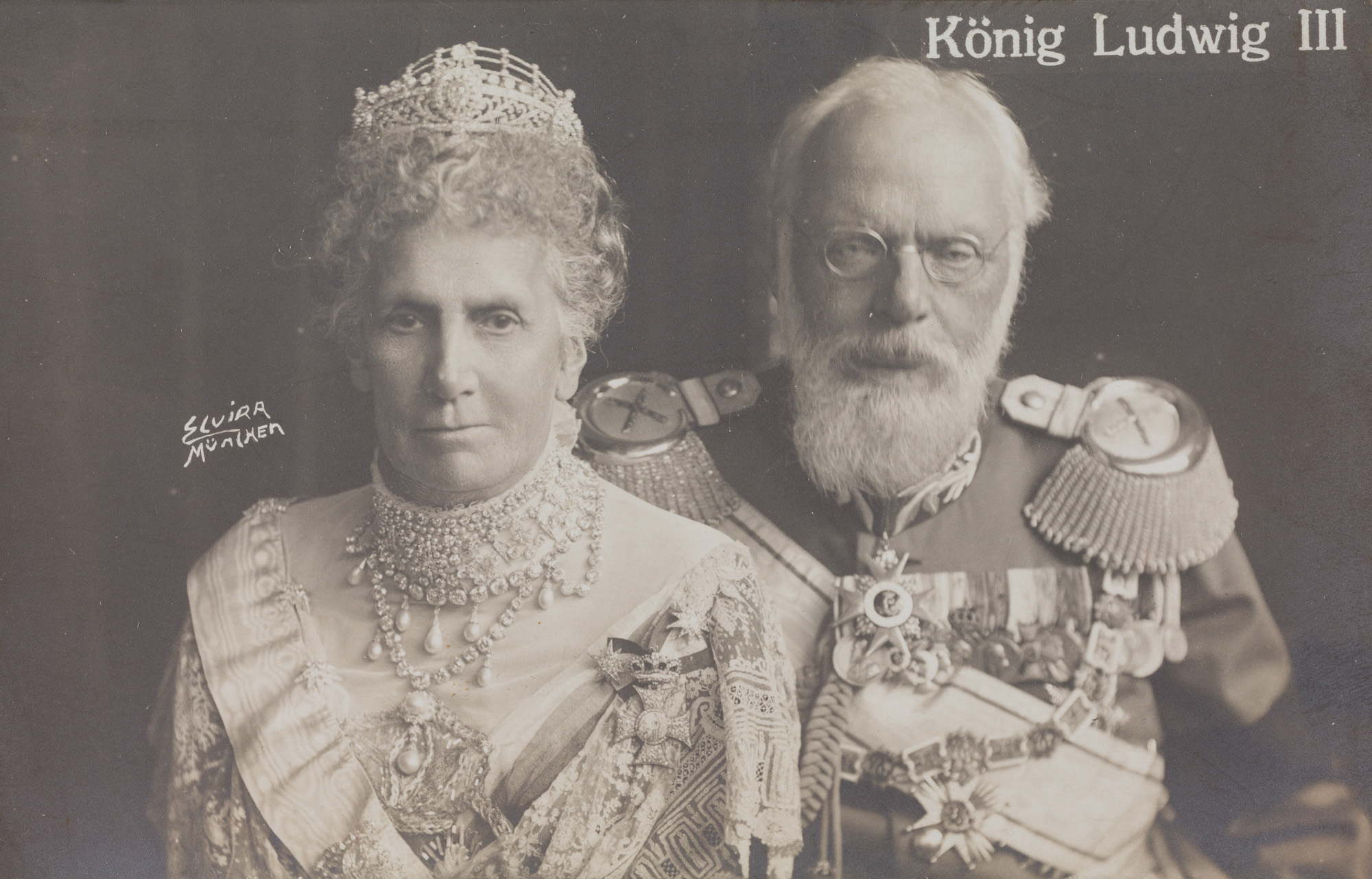
El príncep Lluís de Baviera i l'arxiduquessa Maria Teresa d'Àustria-Este.

A la mort del duc Francesc V de Mòdena, l'esposa de Lluís esdevingué hereva de les reclamacions jacobites al tron d'Anglaterra i Escòcia, esdevenint la reina Maria III d'Anglaterra per als jacobites.
El 12 de desembre de 1912, el regent Leopold de Baviera, pare de Lluís, moria. Durant els 25 anys anteriors Leopold havia esdevingut príncep regent davant de la incapacitat dels reis Lluís II de Baviera i Otó I de Baviera.
Malgrat que el rei Otó seguia viu, hi hagué certs moviments de pressió per tal que Lluís esdevingués rei en comptes de regent. Aquest fet no es pogué portar a terme fins que es produí un canvi en la legislació bavaresa l'any 1913. Aquest canvi legislatiu rebé un suport majoritari tant a la cambra baixa com a la cambra
Al llarg de la Primera Guerra Mundial, Baviera participà en la guerra al costat de l'Imperi Alemany i d'Àustria-Hongria. El novembre de 1918 la revolució s'inicià a Múnic i un dia després el rei abdicava.

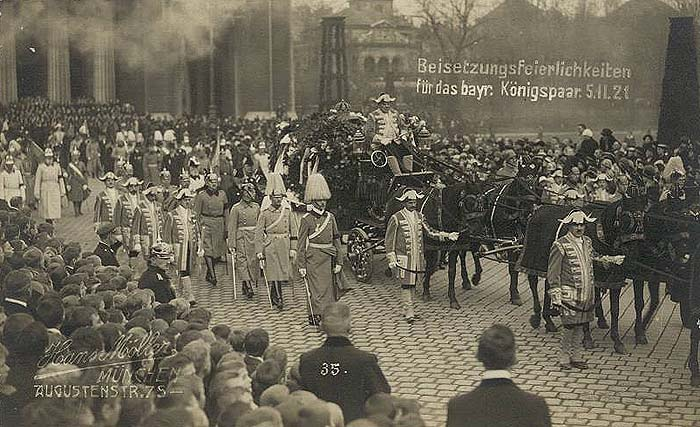
L'enterrament del rei Lluís III de Baviera a Múnic l'any 1921.

L'any 1919 el president comunista del nou land republicà de Baviera queia assassinat, i esporuguit de poder esdevenir una víctima dels comunistes com a contrarèplica, l'exrei fugí a Suïssa i després s'instal·là a Liechtenstein. Retornà a Baviera el 1920 i visqué al castell de Wildenwart.
Morí a Hongria en una de les seves finques agrícoles. El novembre del mateix any fou transportat a Múnic on fou enterrat al costat de la seva muller que havia mort dos anys abans, a la Frauenkirche de Múnic.